# Hagenohe (Auerbach in der Oberpfalz)
Hagenohe ist ein Gemeindeteil der Stadt Auerbach in der Oberpfalz im bayerischen Landkreis Amberg-Sulzbach.
Das Dorf liegt etwa acht km nördlich von Auerbach.

## Geschichte
Hagenohe wurde erstmals am 6. Mai 1119 bei der Gründung des Klosters Michelfeld durch den Bamberger Bischof Otto genannt (damals  als „Hagenach“, 1373 auch als „Hagena“, 1439 als „Hagenna“ oder 1500 als „Hagenoc“ bezeichnet). Die Zogenreuther, bambergische Ministeriale, verkauften 1373 ihre Vogtei über das Dorf Hagenohe an das Kloster Michelfeld. Ab 1439 gehörten der Zehnt und die niedere Gerichtsbarkeit über das Dorf „Hagenna“ zum Kloster Michelfeld. Im Zuge der Säkularisation wurden 1803 die einzelnen Höfe in das Eigentum der Bauern überführt und die Geldabgaben mussten an das staatliche Rentamt gezahlt werden. Die Bewohner von Hagenohe gingen in das 2,2 km entfernte Neuzirkendorf (heute Teil der Marktgemeinde Kirchenthumbach) zur Kirche und zur Schule.
Von 1969 bis 1979 wurde in dem Ort die Flurbereinigung durchgeführt. 
Hagenohe gehörte zur Gemeinde Ranzenthal. Diese wurde durch die Gemeindegebietsreform zum 1. Mai 1978 in die Stadt Auerbach der Oberpfalz eingegliedert.

## Baudenkmäler
In Hagenohe befindet sich ein denkmalgeschützter Brunnen (Denkmalschutznummer D-3-71-113-75) mit einem gusseisernen, reliefierten Becken aus der zweiten Hälfte des 19. Jahrhunderts. Er war früher  Teil des Marktbrunnens auf dem Oberen Marktplatz von Auerbach. In der Ortsmitte steht ein großes hölzernes Kruzifix.